# Persipan

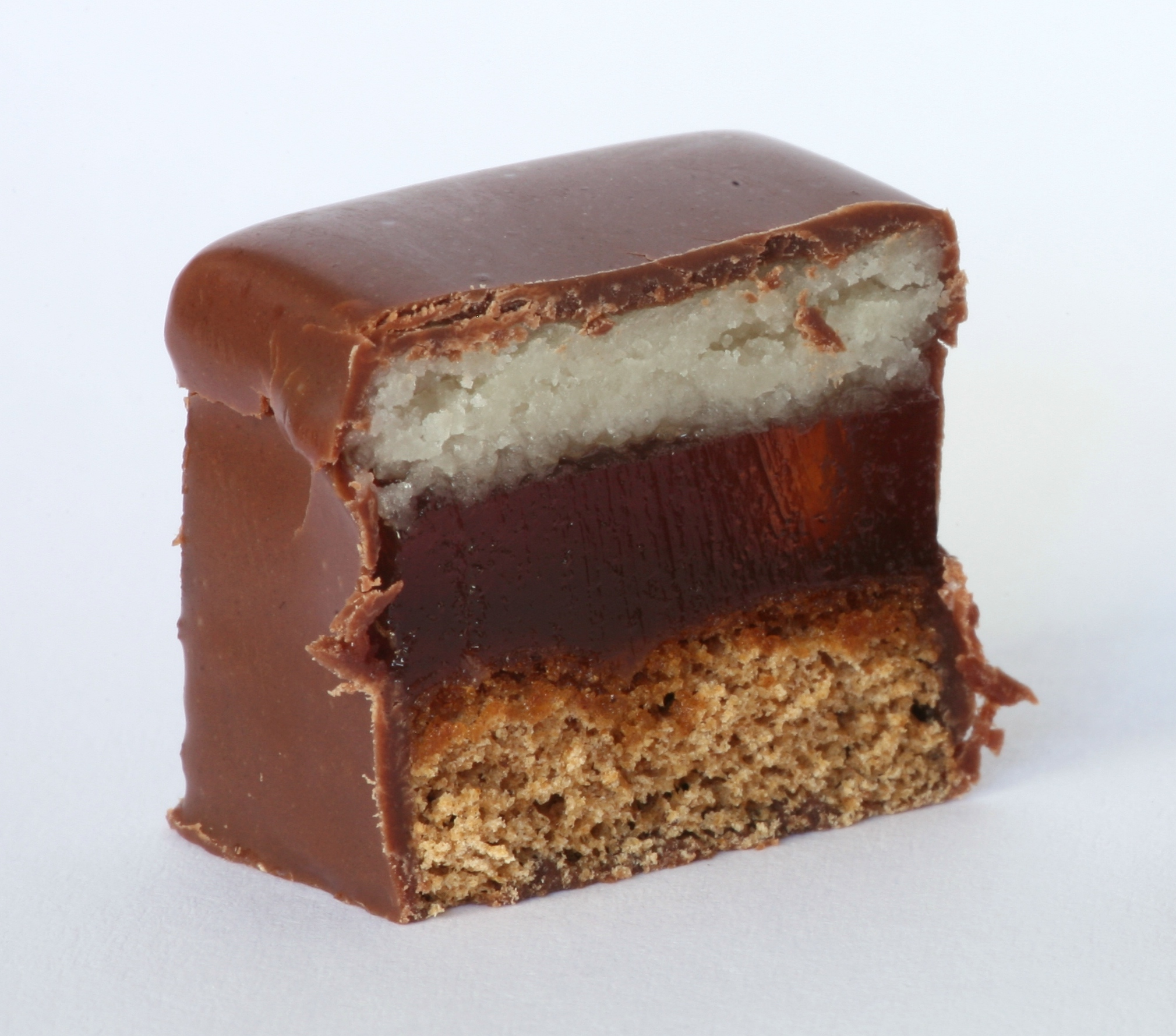
Dominostein (pièce de domino) enrobée de chocolat au lait, typique de la période de Noël allemande. Dans la vue en coupe, les trois couches sont clairement visibles : pain d'épice en bas, gelée de pomme au centre et Persipan en haut.

Le Persipan est un mélange constitué de noyaux d’abricots ou de pêches, débarrassés de leur amertume (due à l'amygdaline), d'au plus 35 % de sucre et de 0,5 % d'humidité. Comme ces noyaux n'ont généralement pas d'autre usage, c'est un succédané d'une pâte à base d'amandes, le massepain.
Le Persipan est souvent utilisé, surtout en Allemagne, pour la fabrication d'articles de boulangerie fine, par exemple le pain d'épice, les feuilletés, les glaçages, le Stollen.
La consommation de Persipan pur est plutôt rare, les noyaux d'abricots et de pêches lui donnant un goût d'amande amère très prononcé.